# 高速バスネット
高速バスネット（こうそくバスネット）は、JRバス各社（北海道を除く）が共同で運営するJR高速バス座席予約システムである。

## 概要

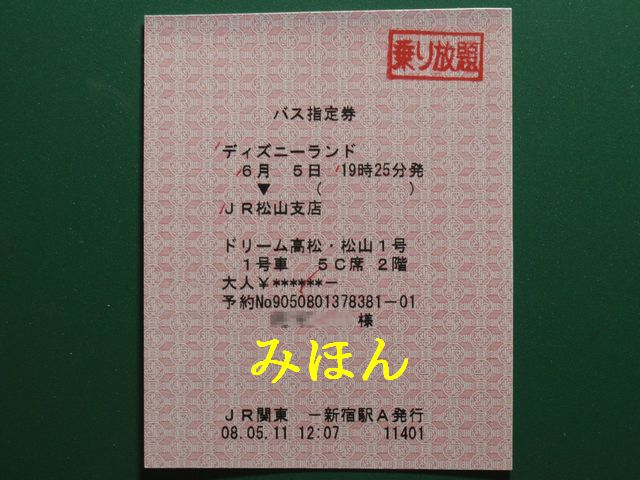
高速バスネットで発券されたバス指定券の例

「ドリーム号」などの座席指定制のJRバスの座席は、国鉄からの鉄道との関連性（周遊券や連絡乗車券など）から、列車用の座席予約システムであるマルスで管理を行っていた。マルスはインターネットやコンビニエンスストアなどに設置されているマルチメディアステーションと接続されておらず、鉄道駅や旅行会社の「みどりの窓口」でしか扱えない、列車用のマルスでは輸送単位の少ないバス特有の販売事情に対応しにくいという問題点があった。ジェイアールバス関東、ジェイアール東海バス、西日本ジェイアールバス、鉄道情報システムによって、マルスとは別のバス専用の座席予約システムの共同開発が行われ、2006年3月から稼動を開始した。
一方、全国に渡る複数のバス会社（主に私鉄・専業系）を横断する高速バスのインターネットによる座席予約システムとして、（株）工房による「発車オ〜ライネット」が1998年から稼動し、JRバスも路線によっては「発車オ〜ライネット」で座席を販売するようになった。2006年11月より「発車オ〜ライネット」と「高速バスネット」が接続されており、一方に空席がなくなった場合に、システム間で空席を融通することを実施している。ただ、発車オ〜ライネット枠を廃止して高速バスネット枠に統一する路線も東京 - 京阪神系統を中心に増えている（特にJRバス同士の共同運行路線）うえ、マルス枠も廃止する路線も徐々に増えてきている。
サービス提供開始当初は、ジェイ・アール北海道バス及びジェイアール九州バスを除く、JRバス各社と、共同運行会社16社で運行する87路線が対象だった。
現在、開発に携わったJRバス関東、JR東海バス、西日本JRバスの路線が中心に収録されている。この3社が運行支援などの間接的関与も無い路線は、2025年2月現在ではB&Sみやざき号のみである。かつては広島 - 高松線も収録されていたが、2013年3月15日乗車分を最後に削除された。北海道は全く参加しておらず、東北や九州方面も少ない。
また、一部、案内上の路線名称と予約発券管理上の路線名称が異なったり、元々路線名称が無く発着地名をそのまま路線名称とした路線がある。
JR系以外では、近鉄バスが運行する大阪定期観光バス『OSAKA SKY VISTA』が2016年の路線改編時より大阪駅JR高速バスターミナルを発着地とするとともに、西日本JRバスに予約・発券業務を委託しており、高速バスネットにて予約が可能である。
小田急箱根高速バス（現・小田急ハイウェイバス）も箱根線、東京線、御殿場プレミアム新宿号で2015年10月1日乗車分より本システムを使用していたが、2021年3月16日をもって発車オ〜ライネットへ移行した。
2020年代以降では、JRバス関東が管理する東京駅高速バスターミナルへ単独で乗り入れるようになった会社・路線が現地のJRバス関東窓口で乗車券を購入できるようにしている関係で本システムを使用している。
2024年からは、JRバス関東とアライアンス提携している各路線も本システムを使用している。
予約したバス乗車券は、コンビニ決済、インターネット上のクレジット決済、バス会社の窓口決済などが可能である。さらに、2010年11月24日よりSuica・モバイルSuicaでの決済が可能となった。ただし、この決済は交通系ICカード・電子マネー相互利用の対象外であってSuica以外の交通系ICカード（モノレールSuica・りんかいSuicaを含む）は利用できないほか、Suicaであっても無記名式Suicaなどは利用できない。

## 固有の機能

### 割引
高速バスネットには、以下の割引制度が存在する。路線により、割引条件は異なる。以下の割引は「みどりの窓口」（マルス端末）で購入した場合は適用されない。
早期購入割引（早売り）
早期の予約・購入において、「高速バスネット」で予約・購入した場合や、バス会社の直営窓口で購入した場合に適用される。路線や乗車日によって何日前までに購入する必要があるかは異なる。
ネット割
ウェブ上でクレジットカード決済した場合に適用される。たとえ高速バスネットでの予約であっても、窓口で購入した場合は適用されない。適用される路線では、乗車区間に関わらず適用される。
お気に入り路線
会員（予約をする際に必要、入会金・会費などは無料）が予約前に「お気に入り」登録すると利用回数や利用額に応じて割引となるサービスである。ただし、登録できない路線もある。

### 乗客によるオンライン座席選択
ウェブにて予約と決済を同時におこなう場合に限り、乗客が予約時に空席の中から好きな座席をあらかじめ指定することができるようになった（一部路線を除く）。乗り物酔い防止や個々人の嗜好などにより、窓際/通路側以上の具体的な座席位置を指定したいという要望がリピータを中心にあったことによる。航空会社では以前からあった機能であるが、窓側/通路側すら指定できない場合が多い高速バスの予約システムとしては珍しい。予約のみを行い、あとからオンライン決済を行う場合は、窓際/通路側の選択のみが可能である。

### WEB乗車票
オンライン決済を行った予約について、ウェブ画面上で乗車券を表示しプリンタで印刷することができる。窓口や券売機、コンビニなどに出向いて受領する必要がない。そのほかに、一部のコンビニ（2013年4月現在はデイリーヤマザキ・スリーエフ）ではコンビニ決済でもWEB乗車票を印刷する場合がある。現在は乗車時に WEB乗車票を提示し（クレジットカードの提示は行われていない）、降車時に他の乗車券と同様に回収する。

### WEB乗車票(携帯)

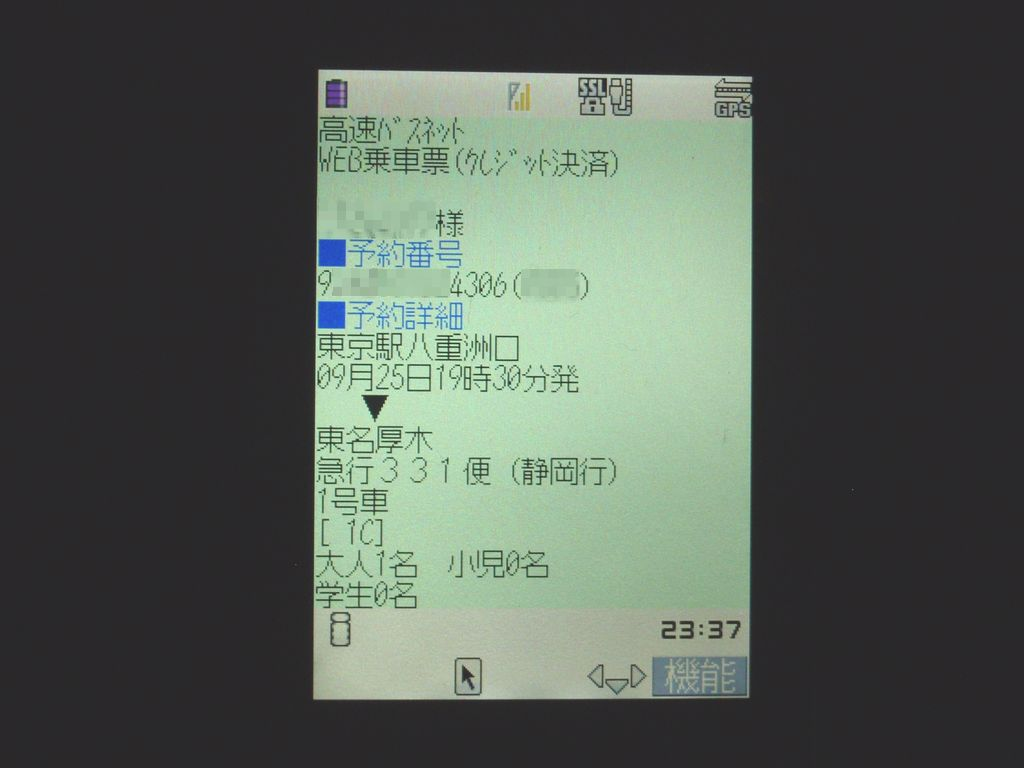
WEB乗車票を携帯電話の画面に表示させた例

購入した乗車票を携帯電話の画面に表示させ提示することで、窓口で発行される乗車券や印刷した WEB 乗車票を用意しなくても利用できる。印刷の手間を省き、紛失を防ぐことができる。なお、発車時刻の30分より前には携帯電話で表示させることはできない。また、発車した後も表示できないので、発車前に表示させたら画面メモ機能で保存しなければならない（到着時にも呈示を求められるため）。

### 乗車変更
- 高速バスネット（サイト上）でクレジット決済・購入をした場合は、3回までサイト上で無手数料で変更可能。変更した場合は当初の予約番号が無効となり、新しい予約番号となる。乗車券をプリントアウトする場合は注意が必要。
- 早期割引（早売り）で購入した場合は「乗車変更不可」という路線もある。サイト上や乗車券に表示されている。変更する場合は、手数料を支払い払い戻してから再度購入する。
- 高速バスネットで予約後、バス会社きっぷ窓口で支払い・購入した乗車券の場合は、1回のみ窓口で無手数料で変更可能。
- 乗車変更できる範囲は同じ路線の同じ行き先で、日付・便・座席位置に限られる。同じ路線でも上り便から下り便などの方向（行き先）変更や他路線への変更はできない。その場合は一旦払い戻した上で、別途購入する（要、払い戻し手数料）。